# 横川観光
横川観光株式会社（よこかわかんこう）は、東京都あきる野市に本社を置き、西多摩地域を中心にタクシー事業および特定バス事業を行う企業である。檜原村デマンドバス「やまびこ」のほか、あきる野市からの委託でデマンド交通「チョイソコあきる野」を運行している。

## 会社概要
- 2014年4月 - 横川観光株式会社を設立[1]、前身の有限会社横川交通から事業を継承[4]。
- 2019年秋 - 事務所をあきる野市（武蔵五日市駅近く）へ移転。
- 2024年時点-秋川交通（あきる野市、旧秋川市エリア）廃業に伴い移管並びにエリア拡大（一部従業員、電話転送）、寿企業（寿タクシー、羽村市）廃業に伴いエリア拡大と成っている

## 本社・営業所
- 本社：東京都あきる野市三内230-18
- 営業所：東京都西多摩郡檜原村本宿516（旧本社）

## 車両
一般タクシー、ジャンボタクシー用としてトヨタ自動車製の車両を採用。福祉タクシーとして日産・NV200バネットを導入、また電気自動車の日産・リーフを導入している。
一般タクシー（セダン型）は黒基調、その他の車種は白基調。系列の西郡観光バス所有のバスと同様の「YOKOKAWA GROUP」ロゴがあしらわれている。
2018年、あきる野市立五日市小学校のスクールバス用に日野・リエッセIIを導入した。

## 関連会社
横川観光と以下の2社で「横川グループ」を形成する。
- 西郡観光バス（貸切バス事業）
- 車茶屋（飲食店事業）